# Sadkó (película)
Sadkó (en ruso: Садко) es una película de aventuras y fantasía soviética de 1953 dirigida por Aleksandr Ptushko y adaptada por Konstantin Isayev, basada en la ópera homónima de Nikolái Rimski-Kórsakov, que a su vez se basó en un bylina (cuento épico) ruso del mismo nombre. La música es la partitura de Rimski-Kórsakov.
La película fue estrenada en la Unión Soviética por Mosfilm en enero de 1953. Fue distribuida en los Estados Unidos por Artkino Pictures con subtítulos en inglés más tarde en 1953, y en 1962 fue doblada al inglés por The Filmgroup Inc. de Roger Corman y distribuida como The Magic Voyage of Simbad («El viaje mágico de Simbad»).

## Argumento
Esta historia se basa en las leyendas contadas en la antigüedad en la antigua ciudad rusa de Nóvgorod (la capital de la República de Nóvgorod). Los comerciantes de Nóvgorod están festejando en un hermoso palacio. Un joven intérprete de gusli llamado Sadkó se jacta de que puede traer a su tierra un pájaro de la felicidad de dulce voz. Los comerciantes se burlan de él por su valentía y le dicen que su búsqueda es imposible. Sin embargo, Sadkó emprende un viaje para llevar el pájaro de la felicidad a Nóvgorod. La hija del Rey del Océano le ofrece ayuda: está hipnotizada por el canto de Sadkó y está enamorada de él. Sadkó visita muchas tierras en su búsqueda del ave, incluyendo India, Egipto y otros países. Sadkoó no puede capturar el pájaro de la felicidad y regresa con las manos vacías. Pero a su regreso a Nóvgorod, Sadko se da cuenta de que no hay mejor tierra que su patria, y no hay necesidad de ir muy lejos en busca de la propia felicidad.

## Reparto
- Sergei Stolyarov como Sadkó.
- Alla Larionova como Lyubava.
- Ninel Myshkova como la Princesa del Lago Ilmen.
- Boris Surovtsev como Ivashka el niño.
- Mikhail Troyanovsky como Trifon.
- Nadir Malishevsky como Vyashta el gigante.
- Nikolay Kryuchkov como Omelyan Danilovich.
- Ivan Pereverzev como Timofey Larionovich.
- Yuri Leonidov como Kuzma Larionovich.

## Premios
Sadkó ganó el premio «León de Plata» en el Festival Internacional de Cine de Venecia de 1953, y los jueces del festival incluyeron al actor principal Sergei Stolyarov en una lista de los mejores actores del mundo en los 50 años de historia del cine.

## The Magic Voyage of Sinbad
Sadkó se mostró por primera vez en los Estados Unidos en 1953 con subtítulos en inglés, distribuida por Artkino Pictures Inc.
La película fue relanzada en los Estados Unidos en 1962 en una forma doblada al inglés y ligeramente modificada por Filmgroup de Roger Corman bajo el título The Magic Voyage of Sinbad («El viaje mágico de Simbad»). Conserva la estructura de la trama de Sadkó pero incluye varios cambios: el tiempo total de duración se reduce de aproximadamente 85 a 79 minutos (la mayor parte del metraje eliminado consiste en escenas en las que se interpretan canciones, aunque una canción se conserva y se canta en inglés), se agrega una narración en voz en off, el protagonista «Sadkó» pasa a llamarse «Sinbad» y se cambia el nombre de otros personajes y lugares para disfrazar el origen ruso de la película y transformarla en una historia sobre Sinbad el marino (quizás lo más importante, la ciudad de Nóvgorod pasa a llamarse «Copasand»). El doblaje en inglés en esta versión le da a la película un tono ligeramente más camp que la versión original, en la que el diálogo tiene un tono más pulido y culto. El elenco y los créditos también se modificaron a nombres inventados con «sonido estadounidense». El «adaptador de guion» de esta versión de la película, sin acreditar, fue un joven Francis Ford Coppola.
Esta versión de la película se presentó en la temporada 5, episodio 505, de Mystery Science Theater 3000 en 1993, a pesar de que Kevin Murphy, la voz de Tom Servo, ha profesado su amor por el estilo visual «impresionante» de esta y otras películas de Aleksandr Ptushko en múltiples entrevistas.